# Doris hayeki
Doris hayeki is een slakkensoort uit de familie van de Dorididae. De wetenschappelijke naam van de soort werd voor het eerst geldig gepubliceerd in 1998 door Ortea.